# Franklin Delano Roosevelt (bok)
Franklin Delano Roosevelt är en politisk biografi från 2003 skriven av Roy Jenkins, brittisk historiker och tidigare ordförande i Europeiska kommissionen. Boken, som är Jenkins tjugoförsta, handlar om Franklin D. Roosevelts liv med fokus på hans politiska karriär. Jenkins avled plötsligt i en hjärtinfarkt den 5 januari 2003 då han skulle fullborda bokens sista kapitel om Roosevelts död. Vännen Richard Neustadt, professor emeritus vid Harvard University, skrev de sista sidorna och boken utkom senare samma år på förlaget Henry Holt and Companys imprint Times Books. Neustadt själv avled den 31 oktober samma år i London. Arthur M. Schlesinger skrev förordet till boken.
Boken innehåller åtta kapitel och Schlesingers förord. Jenkins skrev sju kapitel och hann påbörja det åttonde. Neustadt skrev största delen av det åttonde och sista kapitlet.
I slutet av bokens sista kapitel lyfter Neustadt fram Roosevelts betydelse bland andra världskrigets vinnare genom att karakterisera världen i början av 2000-talet som Franklin D. Roosevelts värld. USA:s dominans i världspolitiken var arvet efter Roosevelt och det hade hållit sig längre än Winston Churchills värld, det Brittiska imperiet, eller Josef Stalins värld, Sovjetunionen.